# Euchelus
Euchelus is een geslacht van weekdieren uit de klasse Gastropoda (slakken).

## Soorten
- Euchelus alarconi Rehder, 1980
- Euchelus asper (Gmelin, 1791)
- Euchelus atratus (Gmelin, 1791)
- Euchelus barbadensis Dall, 1927
- Euchelus bermudensis Moolenbeek & Faber, 1989
- Euchelus bitoi Nomura & Hatai, 1940
- Euchelus circulatus (Anton, 1849)
- Euchelus dampierensis Jansen, 1994
- Euchelus decora Poppe & Tagaro, 2016
- Euchelus eucastus Dall, 1927
- Euchelus gemmatus (Gould, 1845)
- Euchelus guttarosea Dall, 1889
- Euchelus horridus (Philippi, 1846)
- Euchelus hummelincki Moolenbeek & Faber, 1989
- Euchelus mysticus Pilsbry, 1889
- Euchelus oxytropis (Philippi, 1848)
- Euchelus pullatus (Anton, 1848)
- Euchelus scaber (Linnaeus, 1758)